# Chorzów Batory (stacja kolejowa)
Chorzów Batory – stacja kolejowa w Chorzowie, położona w dzielnicy Chorzów-Batory, stanowiąca początek magistrali węglowej.

## Historia
W dniu 3 października 1846 roku uruchomiono odcinek Kolei Górnośląskiej (Oberschlesische Eisenbahn) o długości 18 km, na trasie Królewska Huta–Katowice–Mysłowice. Dnia 15 sierpnia 1860 roku wybudowano mierzącą 3 km bocznicę towarową z okolicy huty „Bismarck” do centrum Królewskiej Huty. Sama stacja powstała w 1913 roku (pod niem. nazwą Bismarckhütte) jako jeden z dwóch nowych obiektów (drugim jest przystanek kolejowy Świętochłowice) po zamkniętej wtedy stacji Schwientochlowitz. Została oddana do użytku jako stacja z dworcem I klasy (niem. Bahnhof I. Klasse Bismarckhütte) w środę 1 października 1913 roku, przejmując cały ruch pociągów starej stacji świętochłowickiej oraz jej infrastrukturę. Od początku istnienia stacja obsługiwała ruch towarowy i osobowy – w budynku dworca działały kasy biletowe i bagażowe, przyjmowane były wszystkie rodzaje przesyłek towarowych (również żywych zwierząt, towarów masowych i przedmiotów wielkogabarytowych). Dwa zadaszone wiatami perony zostały wzniesione na nasypie (pierwszy dla kierunków Królewska Huta i Katowice, a drugi dla kierunków Gliwice i Katowice) i połączone z budynkiem dworcowym przejściem podziemnym. Stacja użytkowała zmodernizowaną parowozownię i wieżę wodną starej stacji w Świętochłowicach. Po oddaniu dworca do użytku wybudowano nową ekspedycję towarową, położoną naprzeciwko wieży wodnej.
W niedzielę 1 czerwca 1924 roku uruchomiono nową linię Hajduki – Kochłowice o długości 6 km.

## Ruch pasażerski
| Rok  | Wymiana pasażerska na dobę |
| ---- | -------------------------- |
| 2017 | 300-499                    |
| 2022 | 1 200                      |
| 2023 | 1 200                      |

## Charakterystyka
Chorzów Batory jest stacją węzłową, na której łączy się kilka towarowych i pasażerskich linii kolejowych. Najważniejszą obecnie jest ciąg E30 (Katowice – Gliwice). Mimo to przejazd jadących nim pociągów następuje w kierunku zwrotnym (najczęściej ma to miejsce pod nastawnią CB), gdyż "na wprost" jedzie się w kierunku Chorzowa Miasta i dalej Bytomia. Od strony Katowic dociera tutaj też trzeci tor (linia z Katowic przez Gottwald) oraz szlak z posterunku Hajduki. Obecny układ torowy jest pamiątką po przebudowie, w wyniku której przełożony został na obecne miejsce szlak z Miasta. Dawniej istniał też trzeci tor szlakowy do stacji Ruda Chebzie oraz Chorzów Miasto. Do dziś widać też ślady po planowanej budowie drugiej pary torów w kierunku Gliwic dla uruchomienia Kolei Ruchu Regionalnego. W kierunku Katowic, oprócz istniejących 3 torów, istniały jeszcze dwa (przez nieistniejący już podg Obroki), które zostały zlikwidowane.
Sama stacja została też mocno nadszarpnięta kryzysem w przewozach towarowych. Obecnie duża część torów towarowych jest nieużywana, a wyłączoną z eksploatacji dawną parowozownię wyburzono w 2016 roku. Mimo to funkcjonują bocznice m.in. do Huty „Batory” oraz Zajezdni Tramwajów Śląskich. Zmodernizowano też urządzenia SRK – dawne urządzenia suwakowe zastąpiono przekaźnikowo-komputerowymi typu SUP-3 (nastawnia CB), działa też nastawnia przekaźnikowa CB1 pełniąca funkcję manewrowej oraz SKP dla pociągów od strony Chorzowa Miasta. Szlaki od strony Hajduk oraz Gottwaldu posiadają układową kontrolę niezajętości (liczniki osi) i nie jest wymagane stwierdzanie końca pociągów wjeżdżających z tych szlaków.

## Infrastruktura
- budynek: używany zgodnie z przeznaczeniem[1],
- kasa biletowa: czynna[1], jedno stanowisko[13],
- dodatkowe tory: są, zdatne do eksploatacji[1],
- zadaszenie peronów: osobna wiata nad każdym peronem[1],
- przejście podziemne: czynne[1],
- przejście nadziemne: brak[1],
- lokomotywownia: wyburzona w 2016 roku[14],
- wieża wodna: wyburzona[14],
- semafory: świetlne[1].

## Galeria

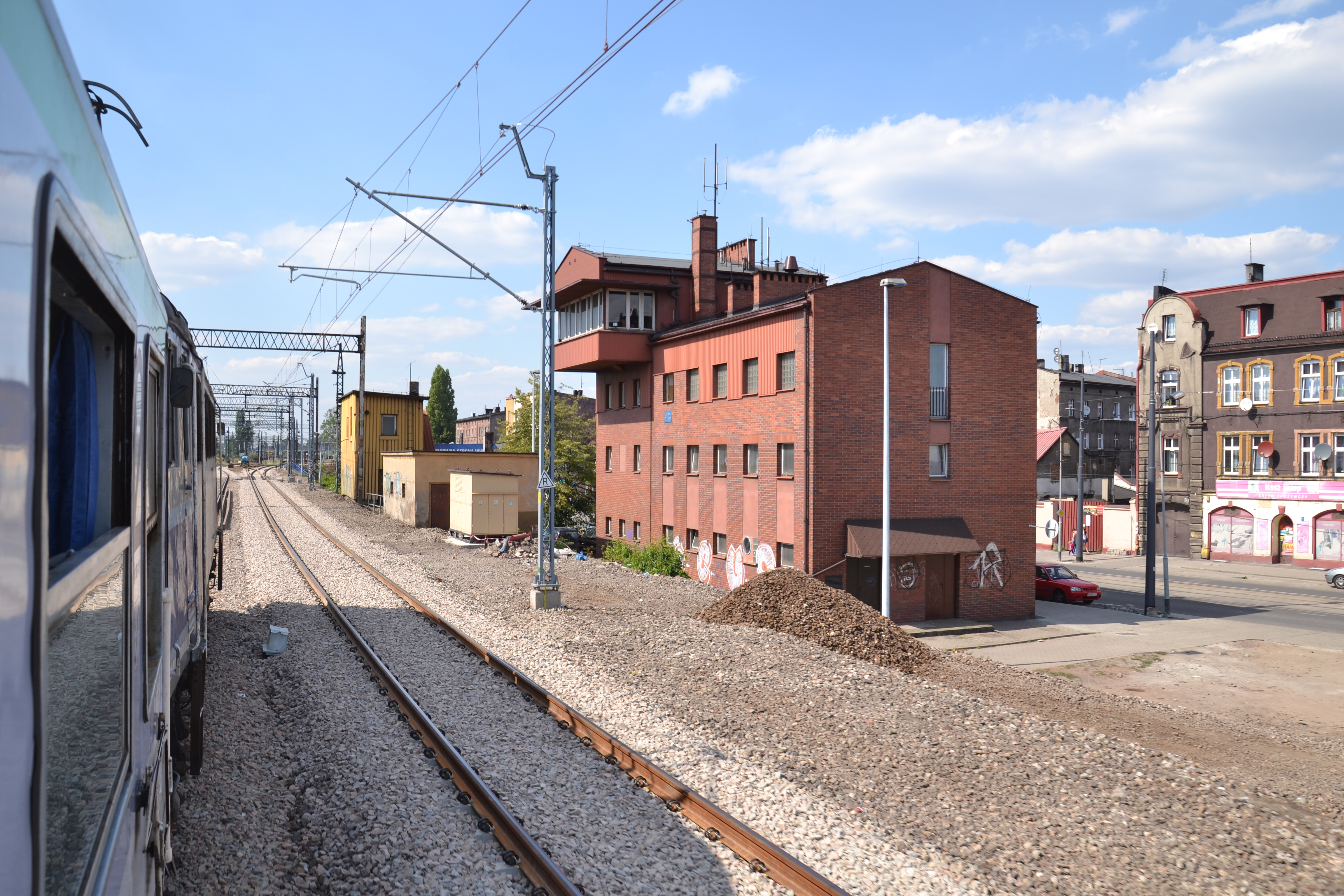
Nastawnia dysponująca CB (2015)
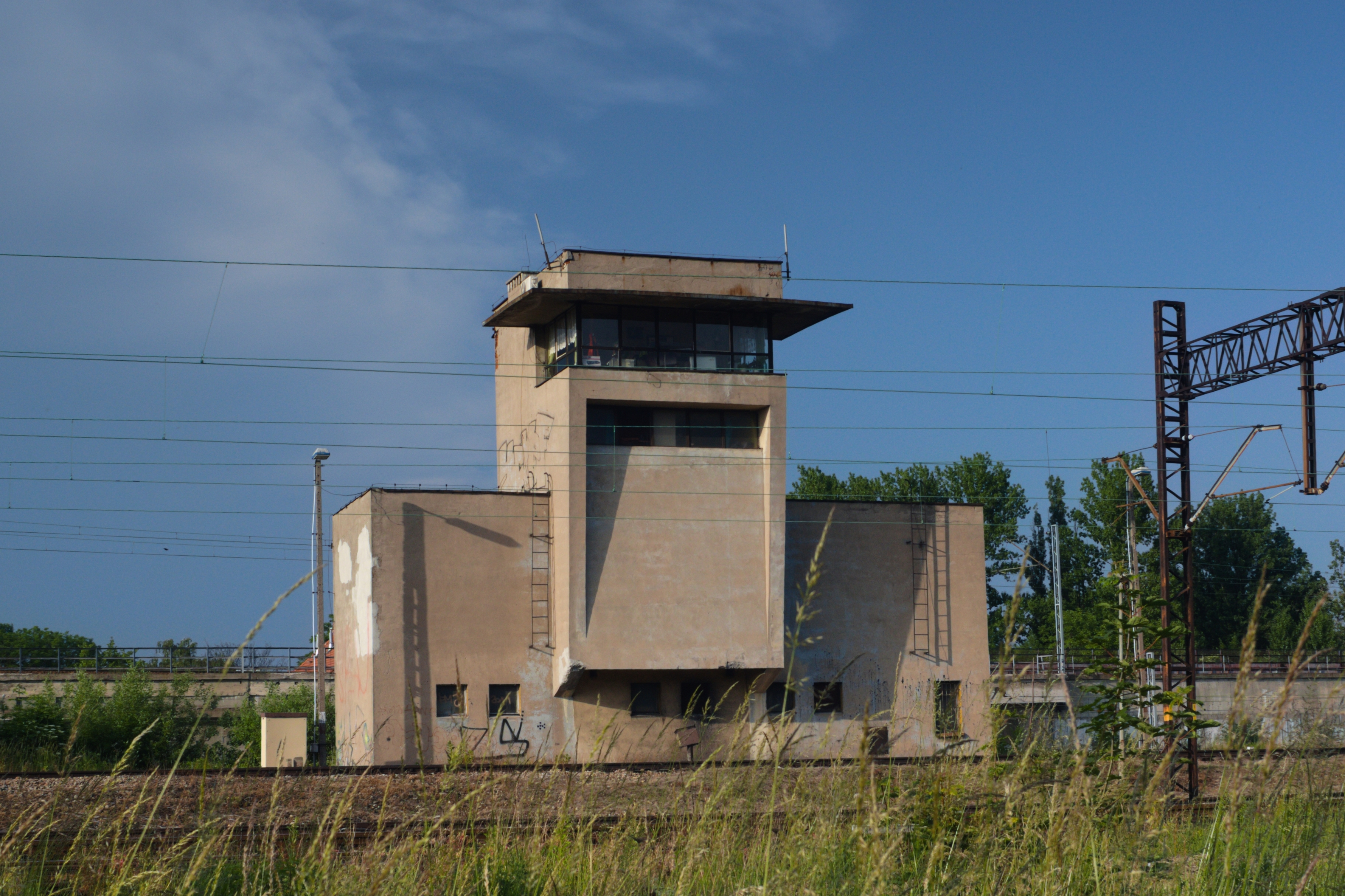
Nastawnia CB-1 (2020)
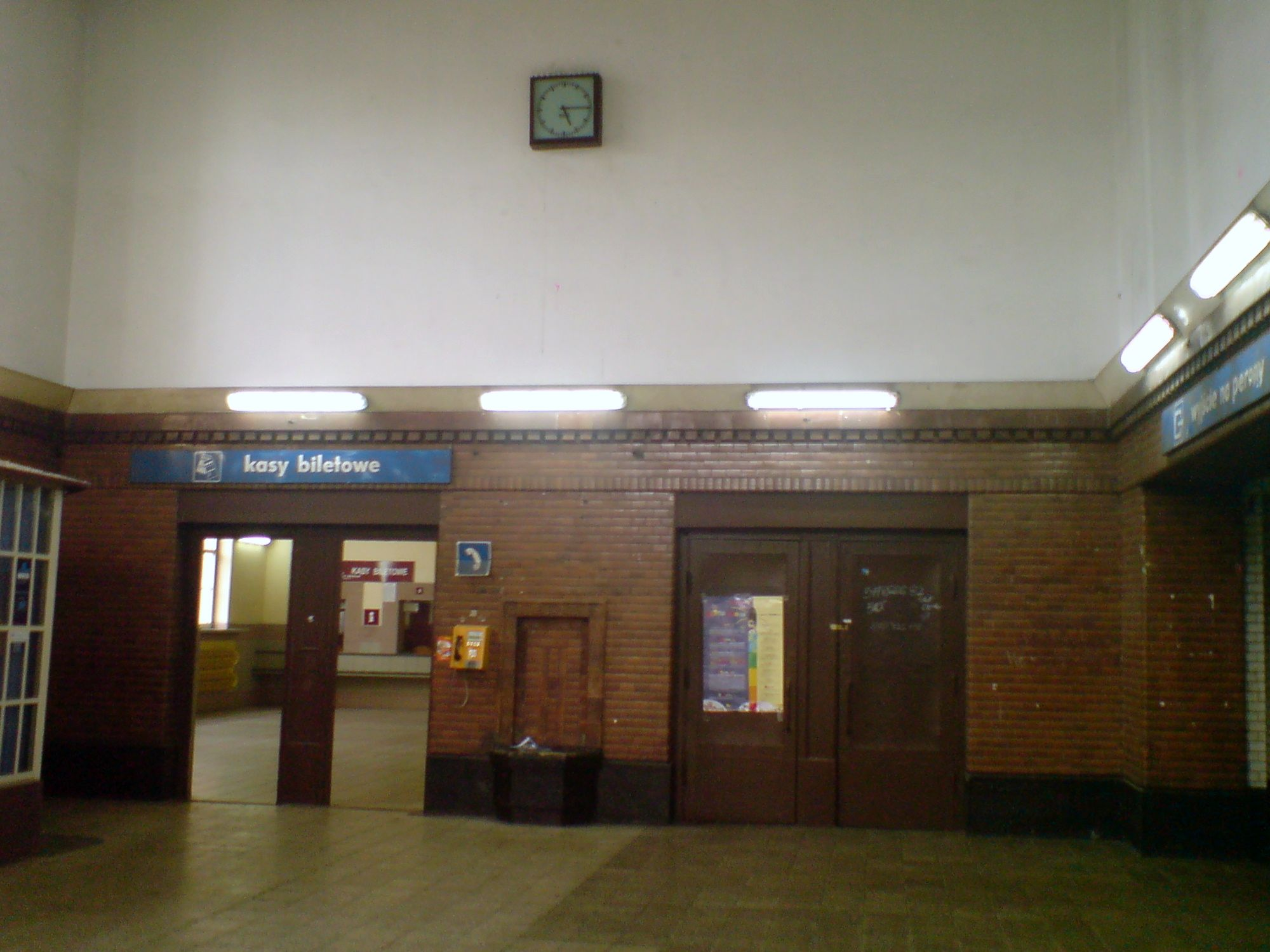
Wnętrze dworca (2009)
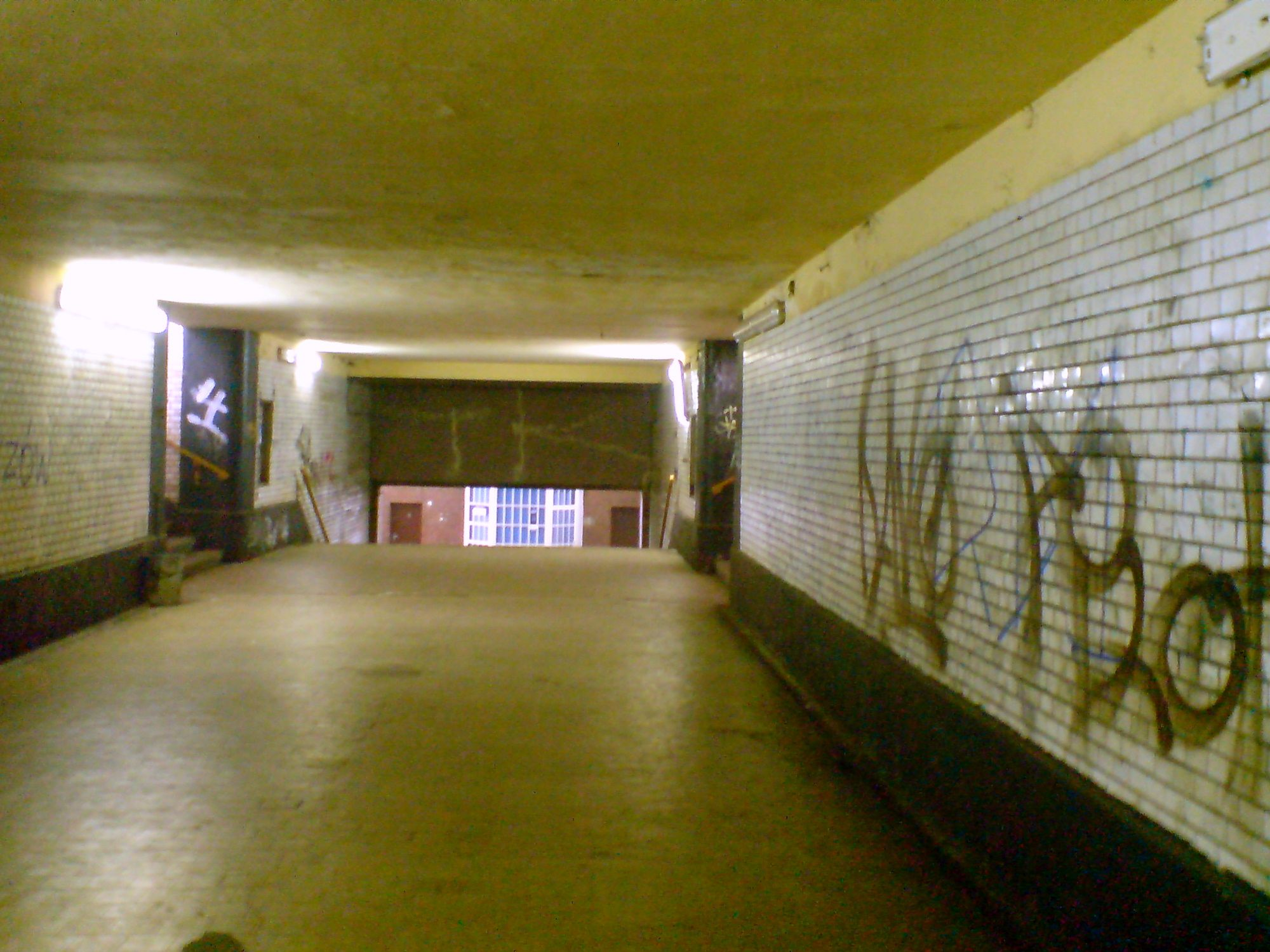
Przejście na perony (2009)
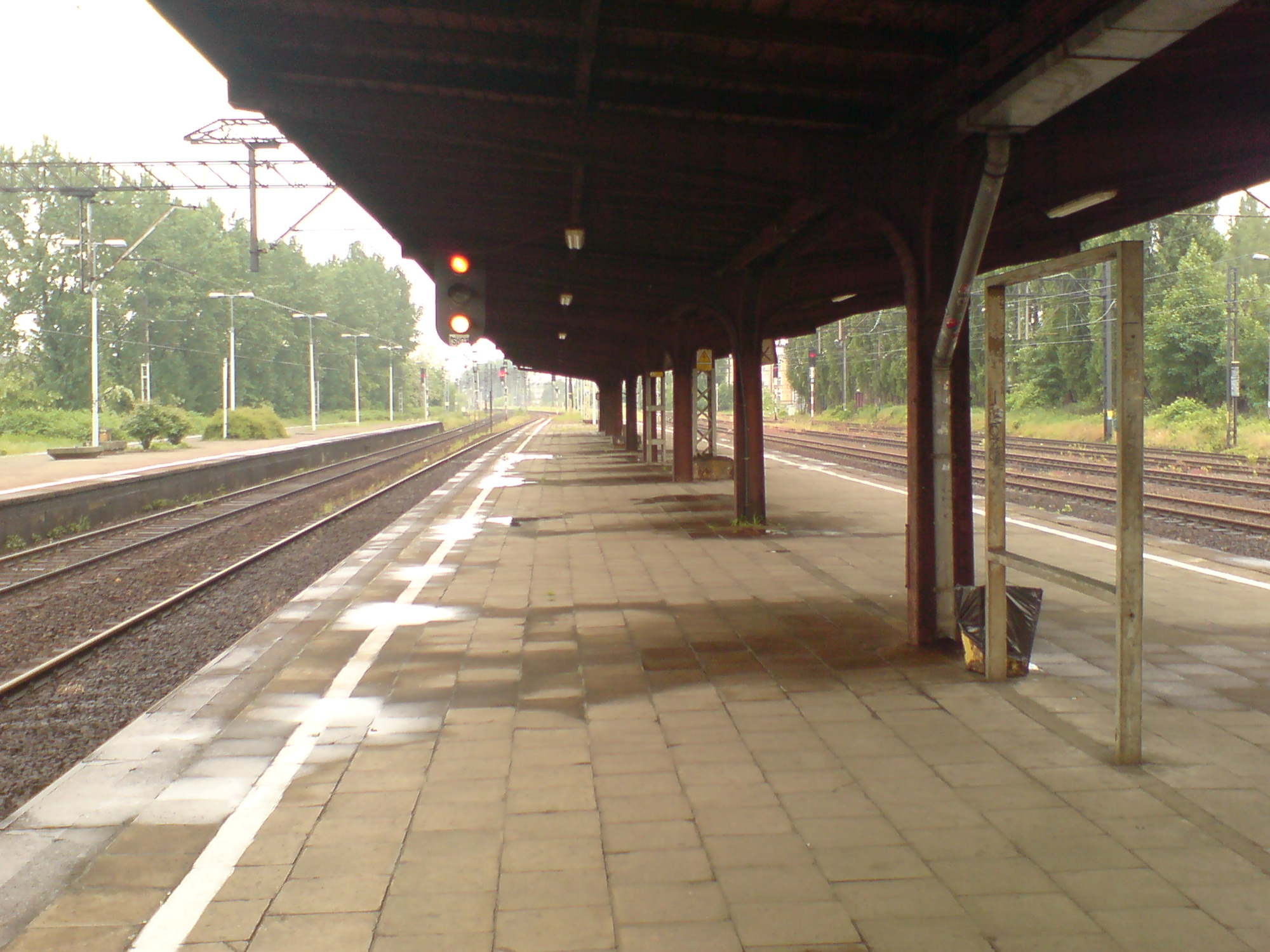
Zadaszony peron (2009)